# 東北區 (博茨瓦納)
東北區（英語：North-East District）是博茨瓦納的一個區，位於該國東北部，東隔沙謝河與津巴布韋相望。面積5,120平方公里，2001年人口132,422人。首府弗朗西斯敦。下分2次區。